# Challenge Sprint Pro
El Challenge Sprint Pro es una prueba ciclista de exhibición que se celebra en el mes de septiembre en Quebec.
Se disputa previamente a las carreras pertenecientes al UCI WorldTour que se corren en Canadá, el Gran Premio de Quebec y el Gran Premio de Montreal, más precisamente el día anterior a la carrera de Quebec. La primera edición se celebró el 8 de septiembre de 2011.
Participan de la carrera 24 ciclistas; uno de cada equipo participante del Gran Premio de Quebec, y se completa la nómina con corredores canadienses que se clasifican en una prueba paralela al principio del día.
El formato de esta exhibición es un sprint en una distancia de un kilómetro, donde en 6 series de cuatro ciclistas, los dos primeros pasan a la siguiente ronda. Después de dos rondas más (cuartos de final y semifinales) y clasificando siempre dos por serie, los mejores 4 corredores se enfrentan en la final.

## Palmarés
| Año  | Ganador        | Segundo            | Tercero         | Cuarto           |
| ---- | -------------- | ------------------ | --------------- | ---------------- |
| 2011 | Michael Mørkøv | Enrique Sanz       | Simon Clarke    | Robert Hunter    |
| 2012 | Zachary Bell   | Rémi Pelletier-Roy | Matthew Goss    | Michael Matthews |
| 2013 | Bryan Coquard  | Giacomo Nizzolo    | Moreno Hofland  | Alexey Lutsenko  |
| 2014 | Cody Canning   | Bryan Coquard      | Steele Von Hoff | Eliott Doyle     |

## Palmarés por países
| País      | Victorias |
| --------- | --------- |
| Canadá    | 2         |
| Dinamarca | 1         |
| Francia   | 1         |